# MikroTik
A Mikrotīkls, amely MikroTik néven is ismert, egy lettországi hálózati eszközöket és szoftvert gyártó cég. A társaság vezeték-nélküli termékeket, elsősorban routereket és hozzákapcsolódó szoftvert értékesít. A termékeit és szolgáltatásait különböző szektorokban hasznosítják, mint például a távközlés, a kormányzati szervek, az oktatási intézmények és a különböző méretű vállalkozások.
A társaságot 1996-ban alapította meg John Tully és Arnis Riekstiņš. Napjainkban a cég több, mint 280 alkalmazottal rendelkezik. Fő termékük a RouterOS hálózati szoftver, melynek funkciói közé tartozik a tűzfalszabályok beállítása, VPN-szerver és klienskezelés, sávszélesség-szabályozás, vezeték nélküli hozzáférési pont, valamint egyéb routolt és kapcsolt hálózatok adminisztrálása.